# Дніпро (база підводних човнів)
Плавбаза-конвоїр «Дніпро» — матка (база) підводних човнів Військово-морських сил УНР та Української Держави (1918-1919). За часів Російської імперії та СРСР мав назву «Ельборус» та «Ельбрус». 

## Історія
Закладений 2 травня 1916 року у Миколаєві на заводі «Руссуд». Спроєктований як конвоїр-плавбаза підводних човнів за спеціальним проєктом. 21 грудня 1916 року — спущений на воду під назвою «Ельборус».
Після Лютневої революції на півдні України потужно заявив про себе український національно-визвольний рух. Протягом року на Чорноморському флоті, на більшості кораблів та полків, в усіх портах, гарнізонах та навчальних закладах флоту були створені українські організації. Моряки та робітники-українці активно виступали на підтримку Центральної Ради та за реальні дії з українізації Чорноморського флоту та створення Українського військового флоту. Активно діяли українські ради й в Дивізіоні підводних човнів ЧФ під командуванням контр-адмірала В'ячеслава Клочковського.
12 жовтня 1917 року на відзначення українізації трьох кораблів Балтійського флоту: крейсера «Светлана» та ескадрених міноносців «Україна» та «Гайдамак», вирішили на всіх кораблях і установах флоту на один день підняли національні українські прапори та стеньгові сигнали «Хай живе вільна Україна». З цієї нагоди у Севастополі, Одесі, Миколаєві, Херсоні, Євпаторії, Феодосії та Керчі пройшли масові маніфестації на підтримку Незалежної України.
Після проголошення, у листопаді 1917 року Української Народної Республіки, всі кораблі, що будувались та перебували у Миколаєві, Одесі та інших містах півдня України, відійшли до новоствореної української держави. А тодішній командувач ЧФ контр-адмірал Олександр Нємітц, за підтримки Михайла Остроградського, направив телеграму Генеральному Секретарю військових справ УНР про визнання флотом влади Української Народної Республіки.
14 січня 1918 року Центральна Рада прийняла «Тимчасовий Закон про український державний флот». Відповідно до цього закону «Російський Чорноморський флот… проголошується флотом Української Народної Республіки…» а «Українська Народна Республіка переймає на себе всі зобов'язання російського уряду щодо Чорноморського флоту й щодо утримання флоту й портів». Таким чином всі кораблі та підводні човни увійшли до складу Військово-морських сил УНР.
На початку 1918 року південь України ненадовго окупували більшовики, проте вже в березні українські війська знову звільнили Миколаїв. 27 березня 1918 року — Наказом військового відомства УНР було створено район охорони Південно-Західної частини Чорного моря зі штабом в Одесі. Начальником району і Головним командиром портів Чорного і Азовського морів призначається віце-адмірал Андрій Покровський. Штаб в Одесі контролював також Миколаїв і Херсон. Корабель було включено до складу Українського військово-морського флоту.
Після проголошення Гетьманату, досить суттєво активізувалась робота зі створення Військово-морського флоту Української Держави. Протягом всього 1918 року уряд Гетьмана Скоропадського приділяв багато уваги побудові міцного військового флоту. Особливий акцент було зроблено на необхідності найшвидшої добудови кораблів на заводах у Миколаєві. Тому, Гетьманський уряд профінансував необхідні роботи для завершення будівництва військових суден.
Восени, після передачі всіх кораблів колишнього російського імператорського флоту до військово-морських сил України, розпочинається зміна назв військових кораблів на українські. Після приходу до влади Директорії, 25 січня 1919 року ухвалюється Закон про флот, яким Директорія України перебрала на себе утримання всього Чорноморського флоту, виділивши для цього 100 мільйонів карбованців.
На підставі «Закону про флот» Директорія УНР наказом № 57/28 від 25 січня Морське відомство присвоїло українські назви кораблям, що базувались в Миколаєві. Матці (базі) підводних човнів було присвоєно ім'я «Дніпро».
Наказом по морському відомству від 27 січня 1919 року, планувалось завершення будівництва на Миколаївській та Херсонській корабельнях у 1919—1920 роках українських військових кораблів: дредноута «Соборна Україна», крейсерів «Гетьман Богдан Хмельницький», «Гетьман Петро Дорошенко» «Тарас Шевченко», плавбази «Дніпро» та інших. У Миколаїв було направлено кошти на завершення будівництва нових кораблів та погашено борги перед суднобудівниками. Для цього, урядом УНР виділяється 20 мільйонів карбованців для розрахунку з робітниками миколаївських суднобудівних заводів «Наваль» і «Руссуд».
Проте 1 лютого 1919 року флот Антанти зайняв Херсон, 2 лютого — Миколаїв. Навесні 1919 року більшовики захопили Херсон, Миколаїв, Одесу, Крим. Всі кораблі та підводні човни, що не затопили та не забрали з собою війська Антанти увійшли до складу Червоного флоту УСРР.
Проте, влітку 1919 року, внаслідок наступу Добровольчої армії генерала Денікіна весь південь (як і схід) України були захоплені білогвардійцями. Всі кораблі колишніх ВМС УНР, що вцілили, були включені до флоту ВСЮР, а потім, із захопленням Миколаєва більшовиками, до радянського червоного флоту. 1928 року більшовицьким урядом було ухвалено рішення про введення корабля до ладу, як плавбази для підводних човнів типу «Д». Перейменований у «Ельбрус». Приймальні випробування почались 18 серпня 1934 р.
В 1934 році — добудований у Миколаєві. 5 березня 1935 р. був введений до складу ЧФ як плавбаза підводних човнів. Брав активну участь у бойових діях під час Другої Світової війни. В 1941 р. — Плавбаза 1-ї бригади ПЧ ЧФ.
В 1942 — 1945 рр. — Плавбаза 2-ї бригади підводних човнів. На «Ельбрус» зокрема базувались субмарини «М-35» та «М-111». Після 1960 року — перекваліфіковано у ПКЗ-116. Базувався у Севастополі, Феодосії, Балаклаві. Знаходився на військовій службі радянського Чорноморського флоту до кінця 1960-х років.